# 7 Persei
7 Persei, som är stjärnans Flamsteed-beteckning, är en ensam stjärna belägen i den nordvästra delen av stjärnbilden, Perseus som också har Bayer-beteckningen Chi Persei, vilket inte ska förväxlas med den öppna stjärnhopen NGC 884, som också ofta kallas Chi Persei och är den ena halvan i Dubbelhopen i Perseus.. Den har en skenbar magnitud på ca 5,99 och är svagt synlig för blotta ögat där ljusföroreningar ej förekommer. Baserat på parallax enligt Gaia Data Release 2 på ca 4,2 mas, beräknas den befinna sig på ett avstånd på ca 774 ljusår (ca 237 parsek) från solen. Den rör sig närmare solen med en heliocentrisk radialhastighet av ca –13 km/s.

## Egenskaper
7 Persei är gul till vit jättestjärna i huvudserien av spektralklass G7 III, som med 93 procent sannolikhet befinner sig på den horisontella jättegrenen. Den har en massa som är ca 3,8 solmassor, en radie som är ca 24 solradier och utsänder ca 316 gånger mera energi än solen från dess fotosfär vid en effektiv temperatur på ca 5 000 K.